# Петренко Назар Антонович
Петренко Назар Антонович (1892, с. Бережівка, Борзнянський повіт, Чернігівська губернія — пом. 6 січня 1938, Барнаул, Алтайський край, Російська РФСР) — український політичний діяч, депутат Трудового конгресу України.
Навчався у Київському університеті.
У 1917 р. — член УПСР, член Полтавської губернської ради селянських депутатів, редактор газети «Селянська спілка».
Наприкінці 1917 р. обраний депутатом Всеросійських установчих зборів від Полтавської губернії за списком УПСР та Селянської Спілки. У січні 1919 р. обраний депутатом Трудового конгресу від селян Прилуцького повіту Полтавської губернії.
Член Центрального Комітету УПСР (центральної течії).
1921 р. засуджений до 5 років увʼязнення за процесом ЦК УПСР. 1931 р. засуджений у справі Українського національного центру. Після звільнення працював економістом швейної фабрики у Барнаулі. Втретє заарештований 22 грудня 1937 р. Розстріляний 6 січня 1938 р. Реабілітований 1959 р.